# Ana Rosa Ochoa
Ana Rosa Ochoa, född 1887, död 1974, var en salvadoransk författare, journalist och social reformator. Hon var ordförande i Liga Femenina Salvadoreña och är känd för sin verksamhet i rösträttsrörelsen.